# Капалин, Алексей Владиславович
Алексей Владиславович Капалин (род. 13 мая 1993 года, г. Владивосток) — российский регбист, играющий на позиции крайнего трёхчетвертного (вингера) в команде Стрела". Мастер спорта Российской федерации.

## Карьера
Впервые о регби Алексей узнал в 17 лет в школе, где впоследствии и начал тренироваться. Алексей вступил в регбийный клуб «Кубань» 2013 г. Первым тренером на пути становления профессионального игрока в регби был Антон Левченко.
До перехода в «Стрелу» Капалин выступал за «Булаву» и «Кубань», вместе с которой дважды становился чемпионом России по регби-7 (2016, 2017), двукратным обладателем Кубка европейских чемпионов по регби-7 (2016, 2018) и обладателем Кубка России по регби-7 (2016).
В сборную по регби-7 начал привлекаться в 2016 году. В составе сборной России по регби-7 стал Чемпионом Европы 2016, 2017, 2018.
Регби закаляет не только тело, но и характер. Те качества, которые позволяют мне побеждать на поле, помогают и в повседневной жизни.
Люблю заниматься тем, что доставляет радость. 
Ведь, когда ты счастлив, ты не замечаешь преград.